# Partenope
Partenope là vở opera 3 màn của nhà soạn nhạc người Anh gốc Đức George Frideric Handel. Handel đã chuyển soạn tác phẩm Partenope của Silvio Stampiglia thành tác phẩm của mình. Handel sáng tác vở opera đó trong 2 năm 1729 và 1730. Tác phẩm được trình diễn lần đầu tiên tại London, Anh vào năm 1730.